# Taniec towarzyski

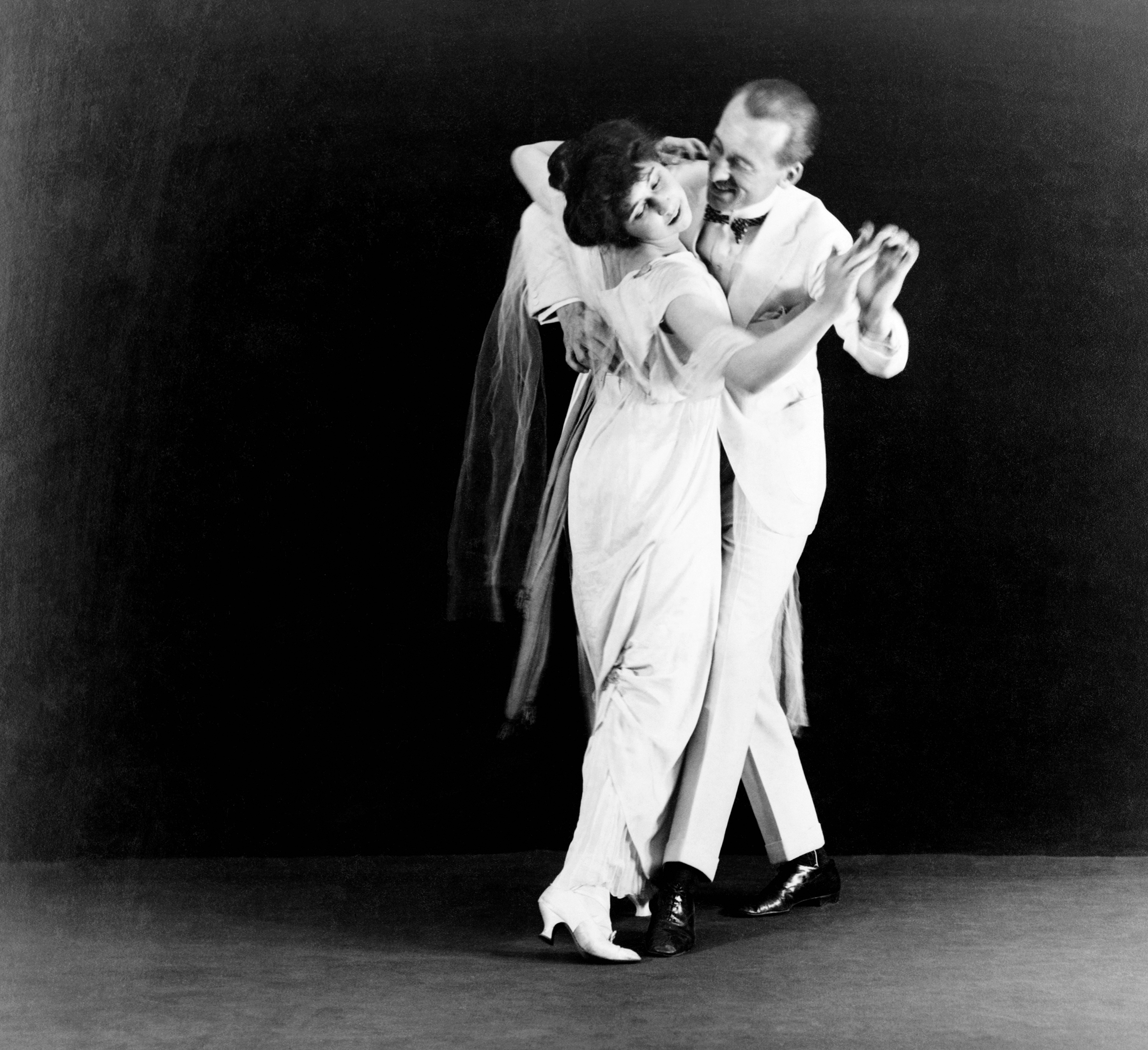
Vernon i Irene Castle, małżeństwo, które rozsławiło taniec towarzyski, ok. 1910–18

Taniec towarzyski (z łac. ballare, tłum. do tańca) – forma rozrywki wywodząca się z tańców salonowych i zabaw ludowych, uprawiana od początku XX wieku, a także dyscyplina sportowa. 
Początkowo kierowany był dla klas uprzywilejowanych, a tańce ludowe pozostawiano klasom niższym. Dzięki muzyce jazzowej, która stała się popularna w latach 20., zaczęły masowo powstawać nowe style taneczne. Poszczególne tańce różnią się pochodzeniem, charakterem, schematem ruchów, ubiorem i muzyką.
Taniec towarzyski to także dyscyplina zajmująca się tańcami wykonywanymi kiedyś na salach balowych, następnie na zawodach organizowanych przez Międzynarodowe Związki Taneczne (IDSA, WDC, WDSF, WADF). W Polsce organizatorami turniejów tańca są: Polskie Towarzystwo Taneczne (PTT) i Federacja Tańca Sportowego (FTS).

## Rodzaje tańca

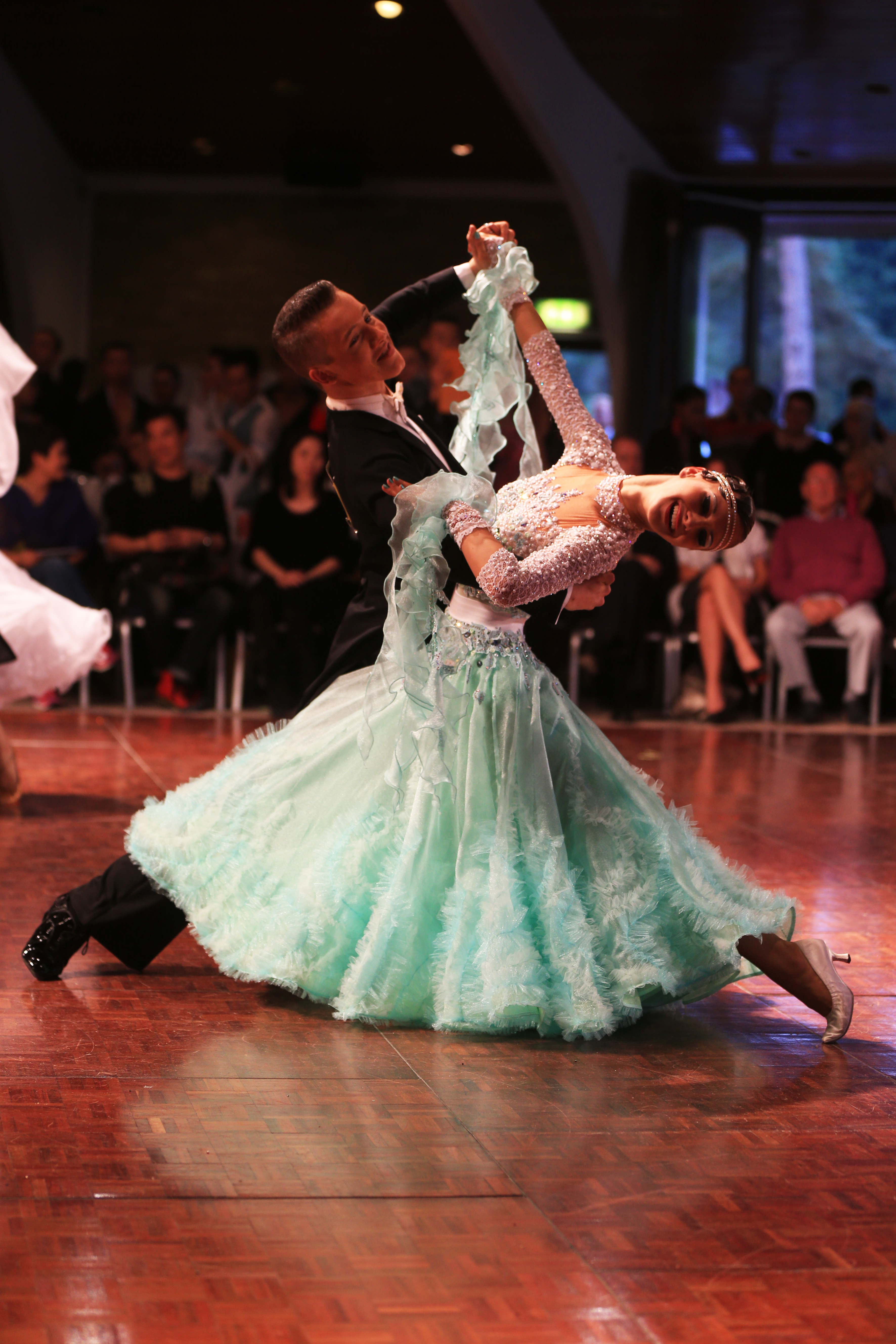
Tancerze standardowi

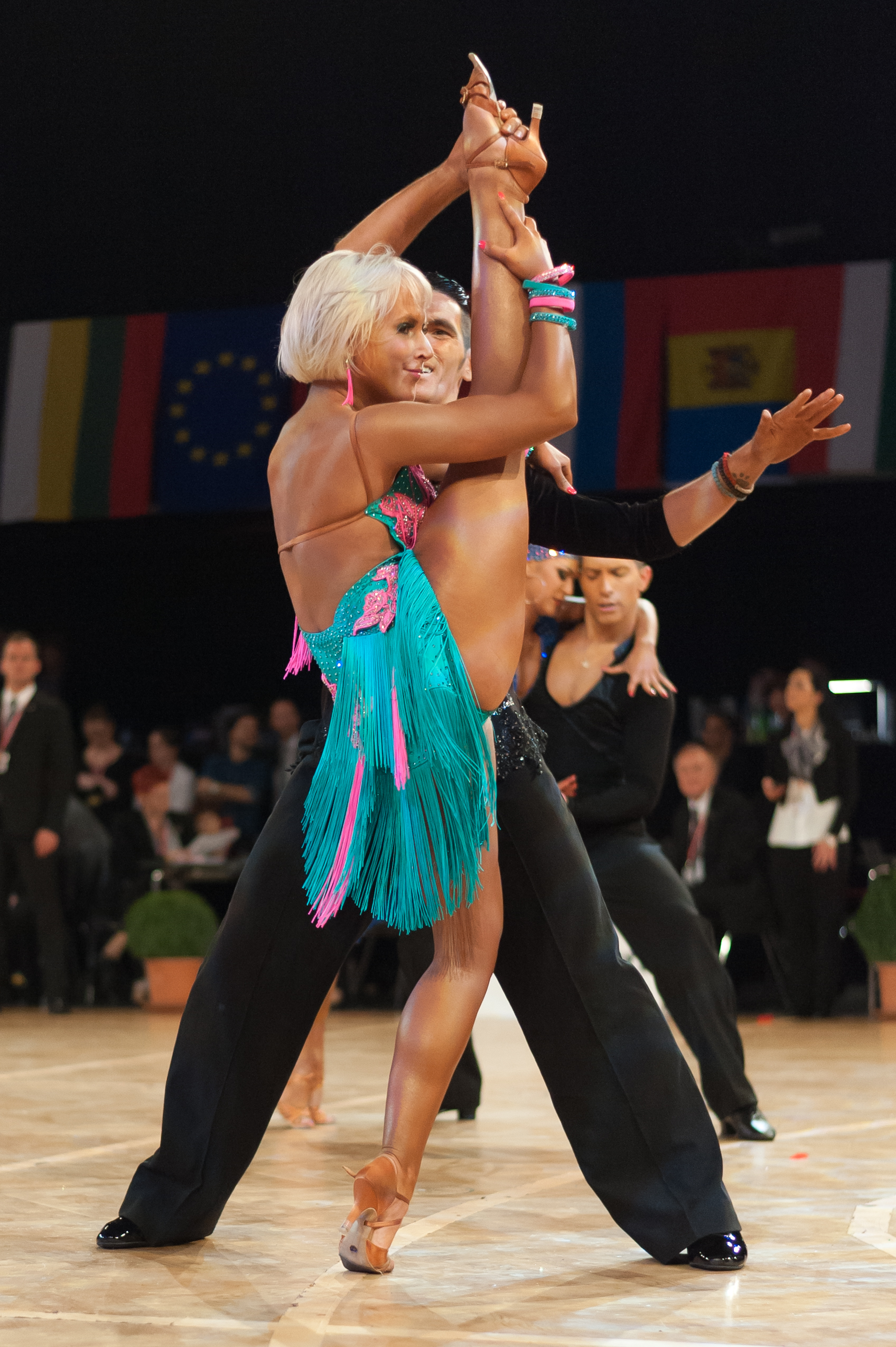
Tancerze latynoamerykańscy

### Tańce turniejowe
Tańce standardowe (ST)
- walc angielski
- tango (dawniej taniec latynoamerykański)
- walc wiedeński
- foxtrot
- quickstep

Tańce latynoamerykańskie (LA)
- samba
- cha-cha
- rumba
- paso doble (dawniej taniec standardowy)
- jive

### Tańce użytkowe
Nie są to typowe tańce towarzyskie oceniane na turniejach tanecznych, lecz tańce użytkowe:

- american smooth
- bachata
- beguine
- blues rock
- boogie
- boogie-woogie
- boston
- calypso
- carioca
- kizomba
- charleston
- conga
- country-dance
- hustle
- Lambeth walk
- Lindy hop
- madison
- mambo
- merengue
- one-step
- polka czeska[a]
- reggaeton
- rock and roll
- salsa
- shimmy
- slow-fox
- tango argentyńskie
- twist
- two-step
- swing

## Taniec sportowy
Taniec towarzyski nie jest dyscypliną olimpijską. Na świecie istnieją dwie główne, konkurujące ze sobą organizacje, które zajmują się tańcem turniejowym: World DanceSport Federation (której przedstawicielem w Polsce jest Federacja Tańca Sportowego [FTS]) i World Dance Council (której przedstawicielami w Polsce są Polski Taniec SA i Polskie Towarzystwo Taneczne [PTT]).  

### Turnieje taneczne
Na turniejach organizowanych przez PTT, WDC, FTS tancerze mogą turniejowo rywalizować w grupach: rekreacyjnych, sportowych oraz hobby i seniorów. W grupach rywalizuje się w kategoriach wiekowych i klasach tanecznych (kolejno: E, D, C, B, A i S; w grupach rekreacyjnych dodatkowo klasy: H, G i F). W grupach sportowych panuje podział na kategorie wiekowe (w nawiasie możliwe do zdobycia klasy): maluchy do 7 lat (E); dzieci młodsze 8–9 lat (E, D), dzieci starsze 10–11 lat (E–C), juniorzy młodsi 12–13 lat (E–B), juniorzy starsi 14–15 lat (E–A), młodzież 16–18 lat (E–S), dorośli 16 lat i starsi (E–S), seniorzy 35 lat i starsi (E–S). Grupy rekreacyjne podzielone są na kategorie wiekowe: maluchy do 7 lat (H–F); dzieci młodsze 8–9 lat (H–F), dzieci starsze 10–11 lat (H–F), juniorzy młodsi 12–13 lat (G, F) i juniorzy starsi 14–15 lat (F). Od 2013 roku w grupach seniorów istnieje kategoria START z klasami E–S, a od 2014 roku obowiązuje podział na kategorie wiekowe: senior I (młodszy partner musi mieć ukończone rocznikowo 30 lat, a starszy – 35 lat), senior II (odpowiednio 40 i 45 lat), senior III (50 i 55 lat), senior IV (60 i 65 lat). Pozostawiono jeszcze grupy hobby dla przedziału wiekowego 16–34 lata, ale tam również wprowadzono system klas, jak w grupach seniorów.

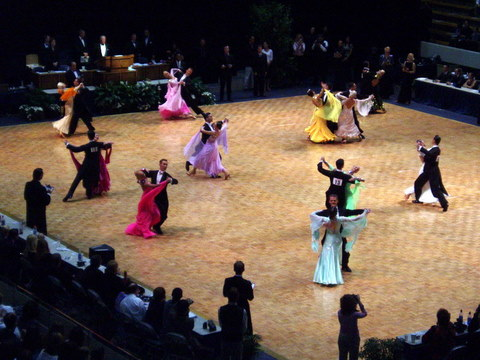
Turniej tańca towarzyskiego

Aby zdobyć wyższą klasę taneczną, należy na turniejach tanecznych organizowanych przez PTT zdobyć odpowiednią liczbę punktów premium (oprócz grup rekreacyjnych, w których to trener decyduje, w której klasie startuje para). Każdej klasie tanecznej towarzyszą inne zasady, m.in. różnią się stroje taneczne poszczególnych klas, m.in. do klasy C tańce standardowe partner tańczy w czarnych spodniach, białej koszuli i kamizelce, a od klasy B zamiast kamizelki zakłada się frak, a partnerka może mieć sukienkę ozdobioną dżetami. Od klasy tanecznej C tańczy się wariacje taneczne. W kategoriach seniorów zasady te nieco się różnią: oprócz klasy E, także klasę D para może dostać na własne życzenie. Jest nieco inny system punktowy zdobywania wyższych klas, a wyższą klasę można dostać nie tylko za uzbieranie odpowiedniej liczby punktów, ale także na mocy decyzji komisji sędziowskiej na turnieju (podobnie, jak to było w grupach młodzieży i open jeszcze w latach 90.). W grupach seniorów ograniczenia strojów i repertuaru takie same, jak w młodzieżowych klasach E-C obowiązują tylko w kategorii START, ponadto każdą klasę zdobywa się niezależnie w stylu standardowym i latynoamerykańskim.
W klasie tanecznej H tańczy się dwa tańce standardowe (walc angielski, quickstep) i dwa latynoamerykańskie (cha-chę i jive’a lub polkę w kategoriach do lat 10.). W klasie G dochodzi po jednym tańcu standardowym (walc wiedeński) i latynoamerykańskim (samba). Po awansie do klasy F tańce nie ulegają zmianie, w klasie E dochodzi kolejny taniec latynoamerykański (rumba) i standardowy (tango). Od klasy D tańczy się po pięć tańców latynoamerykańskich (dochodzi paso doble) i pięć tańców standardowych (dochodzi foxtrot). Od klasy D (a w kategoriach seniorów – w każdej klasie) tancerze mogą startować i uzyskiwać wyższe klasy w obu stylach niezależnie od siebie, natomiast w klasach niższych startują w kombinacji ośmiu, sześciu lub czterech tańców w zależności od klasy tanecznej.
Na turniejach tańca towarzyskiego organizowanych przez członków Polskiego Towarzystwa Tanecznego wszystkie kategorie oceniane są oddzielnie. Uczestnicy osobno tańczą tańce latynoamerykańskie i tańce standardowe – różni się także ubiór przy tańczeniu obu tych rodzajów tańców. Każdy z występów trwa od 1,5 do 2,5 minuty.
Turnieje tańca towarzyskiego na świecie
- Blackpool Dance Festival
- UK Open
- Asian Open Festival
- City Lights Ball
- Kreml Cup
- IBDF
- WDSF (dawniej IDSF)
- Copenhagen Open
- Dance Masters
- Supadance Polish Open Championships
- Polish Cup